# Princess DisneyMania 2
Princess DisneyMania 2 es el segundo álbum que agrupa algunas canciones de otros discos de DisneyMania, salió a la venta a finales de 2010. El disco contiene varias canciones de DisneyMania con la relación a los clásicos de las Princesas Disney (o más bien canciones clásicas Disney interpretadas por chicas). Además este álbum es el primero que incluye las canciones. Princess Disney Mania 3 incluirá "Once Upon a Dream" interpretada por Lana Del Rey, "Beauty and the Beast" de Jordin Sparks, "Part of Your World" de Carly Rae Jepsen, "Alice" de Avril Lavigne, "Let It Go" de Demi Lovato, entre otras canciones interpretadas también por Christina Aguilera, Colbie Caillat, Mandy Moore o Jessica Simpson.

## Lista de canciones
| #  | Intérprete           | Canción                              | Película                            |
| -- | -------------------- | ------------------------------------ | ----------------------------------- |
| 1  | Tiffany Thornton     | "Someday My Prince Will Come"        | Blancanieves y los siete enanitos   |
| 2  | Meaghan Jette Martin | "When You Wish Upon A Star"          | Pinocho                             |
| 3  | Emily Osment         | "Once Upon A Dream"                  | La bella durmiente                  |
| 4  | Selena Gomez         | "Fly To Your Heart"                  | Campanilla                          |
| 5  | Demi Lovato          | "Gift Of A Friend"                   | Campanilla y el tesoro perdido      |
| 6  | Miley Cyrus          | "Part Of Your World"                 | La Sirenita                         |
| 7  | Bridgit Mendler      | "How To Believe"                     | Campanilla y el Gran Rescate        |
| 8  | Ashley Tisdale       | "Kiss The Girl"                      | La Sirenita                         |
| 9  | Hilary Duff          | "A Dream Is A Wish Your Heart Makes" | Cenicienta                          |
| 10 | Christina Aguilera   | "Reflection"                         | Mulan                               |
| 13 | Raven-Symoné         | "Under The Sea"                      | La Sirenita                         |
| 12 | The Cheetah Girls    | "If I Never Knew You"                | Pocahontas                          |
| 13 | Alyson Stoner        | "Fly Away Home"                      | Campanilla y el tesoro perdido      |
| 14 | 78violet             | "Bullseye"                           | Toy Story 2                         |
| 15 | Avril Lavigne        | "Alice (Underground)"                | Alicia en el país de las maravillas |
| 16 | Jordin Sparks        | "Beauty and the Beast"               | La bella y la bestia                |

## Sencillos
NOTA: Todos los sencillos del álbum son añadidos por primera vez en un álbum de DisneyMania.
1. Tiffany Thornton - "Someday My Prince Will Come" : En promoción de Blancanieves y los siete enanitos Edición Platino.
2. Meaghan Jette Martin - "When You Wish Upon A Star" : En promoción de Pinocho Edición Platino 70º Aniversario.
3. Selena Gomez - "Fly To Your Heart" : En promoción de Campanilla.
4. Bridgit Mendler - "How to Believe" : En promoción de Campanilla y el Gran Rescate.
5. Hilary Duff - "A Dream Is A Wish Your Heart Makes" : En promoción del Disneymobile
6. Alyson Stoner - "Fly Away Home" : En promoción de Campanilla y el tesoro perdido.
7. 78violet - "Bullseye" : En promoción de Toy Story 3.
8. Avril Lavigne - "Alice Underground" : En promoción de Alicia en el país de las maravillas de Tim Burton.
9. Jordin Sparks - "Beauty and the Beast" : En promoción de La bella y la bestia Edición Diamante.

## Videos
1. Tiffany Thornton - "Someday My Prince Will Come"
2. Meaghan Jette Martin - "When You Wish Upon A Star"
3. Selena Gomez - "Fly To Your Heart"
4. Bridgit Mendler - "How To Believe"
5. Avril Lavigne - "Alice (Underground)"
6. Jordin Sparks - "Beauty and the Beast"
7. Carly Rae Jepsen - "Part Of Your World"

## Relacionados
- DisneyMania Series
- Radio Disney Jams Series
- Pop It Rock It! y Pop It Rock It 2: It's On!
- Disney Channel Playlist y Disney Channel Playlist 2
- Disney Channel Holiday y Disney Channel - Christmas Hits
- Disney Channel Hits: Take 1 y Disney Channel Hits: Take 2
- Los Grandes Éxitos de Disney Channel (The Very Best of Disney Channel)